# Robyn Lambourne
Robyn Lambourne (* 24. Juli 1964 in Narrogin als Robyn Friday) ist eine ehemalige australische Squashspielerin.

## Karriere
Robyn Lambourne feierte bereits als Juniorin große Erfolge, als sie 1983 nach einem Finalsieg über Helen Paradeiser die Weltmeisterschaft der Juniorinnen gewann.
Im Profibereich stand sie von 1983 bis 1992 sechsmal in Folge im Hauptfeld der Weltmeisterschaft. Ihr bestes Resultat erzielte sie 1990 mit dem Einzug ins Halbfinale. In diesem unterlag sie Martine Le Moignan mit 9:10 im fünften Satz. Ihre höchste Platzierung in der Weltrangliste erreichte sie mit Rang zwei im Januar 1992. Mit der australischen Nationalmannschaft nahm sie an vier Weltmeisterschaften teil und wurde mit ihr 1992 Weltmeister. 1987, 1989 und 1990 stand sie mit Australien jeweils im Finale, verlor jedoch jede der Partien gegen England. 1987 sorgte sie mit ihrem Sieg gegen Martine Le Moignan für den zwischenzeitlichen Ausgleich, die Partie ging dennoch mit 1:2 verloren. In den Endspielen 1989 und 1990 kam sie nicht zum Einsatz, 1992 erspielte sie mit einem Sieg gegen Donna Newton die 1:0-Führung gegen Neuseeland. 1993 beendete Robyn Lambourne ihre Karriere.
Lambourne ist verheiratet und hat vier Kinder. Sie wurde in die Hall of Fame von West Australia Squash aufgenommen.

## Erfolge
- Weltmeister mit der Mannschaft: 1992